# Cnemo
Cnemo (in greco antico: Κνήμος?; in latino Cnemos; fl. V secolo a.C.) è stato un ammiraglio spartano.

## Biografia
Fu uno dei protagonisti della battaglia di Naupatto, presente nel II libro di Guerra del Peloponneso di Tucidide, schierato con il Peloponneso, contribuì alla conquista della città di Strato nella regione dell'Arcadia, stando nell'ala sinistra e combattendo a fianco di Sparta e degli Ambracioti.
Dal 430 a.C. al 429 a.C. prestò servizio con Nowarcos (ammiraglio di Sparta, comandante generale della Flotta combinata della Lega del Peloponneso, un mandato di un anno che iniziò e finì in autunno).
Fu inviato a Zante, alleata di Atene, nel 430 a.C. durante la guerra del Peloponneso con 1.000 opliti, ma tornò senza poter prendere la città. L'estate successiva, nel 429 a.C., Sparta separò gli alleati ateniesi Zakuntos e Kefarenia da Atene e cercò di creare un cuneo tra loro con Kercula, alimentando la terra di Acarnania che si trova tra Atene e quegli alleati. Inviò un esercito di terra e di mare per realizzare il suo progetto. Cnemo partecipò al comando dell'esercito di 2000 uomini. Tuttavia, si ritirò dopo essere stato sconfitto dagli Acarnani vicino a Strato, e 47 navi furono sconfitte da 20 ateniesi guidate da Formione nella battaglia di Rhium. Pertanto l'operazione verso l'Acarnania non ebbe successo. Cnemo si unì alla flotta che aveva perso la battaglia navale a Cirene, e Sparta, che stava pianificando la prossima battaglia navale, inviò un gruppo consultivo (Timocrate, Brasida e altri), con l'ordine di ricostruire la flotta. Vennero messe insieme 77 navi. La flotta del Peloponneso, guidata da Cnemo, sfidò nuovamente Formione con quasi quattro volte la forza dell'ammiraglio ateniese, ma fu sconfitta ribaltando la situazione di battaglia a un passo dalla vittoria degli spartani nella battaglia navale di Naupatto.
Prima di sciogliere la flotta, Cnemo e altri comandanti pianificarono di attaccare il porto ateniese del Pireo su suggerimento di Megara. Salparono con i marinai su 40 navi dalla baia di Nisaia di Megara, ma si rifugiarono nell'isola di Salamina per paura di attaccare il quartier generale del nemico o perché furono spazzati via dal vento. Saccheggiarono varie parti dell'isola di Salamina e derubarono i prigionieri di guerra tornando a Nisaia prima dell'arrivo delle forze di difesa ateniesi. Dopodiché, Cnemo dovrebbe essere stato licenziato a causa della sua incapacità, e di lui si persero le tracce.